# Szechanija
Szechanija (hebr. שכניה; ang. Shekhanya; pol. Tymianek) – wieś komunalna położona w Samorządzie Regionu Misgaw, w Dystrykcie Północnym, w Izraelu.

## Położenie
Szechanija jest położona na wysokości 446 metrów n.p.m. w północno-zachodniej części Dolnej Galilei. Leży na szycie góry Har Szechanija (456 m n.p.m.), która należy do północno-zachodnich wzniesień grzbietu górskiego Gór Jatwat (ok. 500 m n.p.m.). Po stronie północnej leży głębokie wadi strumienia Segew, a po stronie zachodniej są położone źródła strumienia Szechanija. Okoliczne wzgórza są porośnięte dużym kompleksem leśnym Segew. W otoczeniu wsi Szechanija znajdują się miasto Tamra,  miejscowości Kaukab Abu al-Hidża i I’billin, moszaw Ja’ad, oraz wsie komunalne Rakefet, Koranit, Moreszet, Micpe Awiw, Manof i Segew. Na wschód od wsi jest położona ściśle tajna baza wojskowa Jodfat, w której prawdopodobnie odbywa się montaż i demontaż izraelskiej broni jądrowej.

### Podział administracyjny
Szechanija jest położona w Samorządzie Regionu Misgaw, w Poddystrykcie Akka, w Dystrykcie Północnym Izraela.

## Demografia
Stałymi mieszkańcami wsi są wyłącznie Żydzi. Tutejsza populacja jest świecka:

Źródło danych: Central Bureau of Statistics.

## Historia
Osada została założona w 1977 roku jako przejściowy obóz dla imigrantów położony przy pobliskiej wiosce Segew. W 1978 roku przekształcono ją w typowy rolniczy moszaw. Napotkał on jednak na duże trudności ekonomiczne, które głównie wynikały z braku gruntów uprawnych. Dlatego w 1980 roku nastąpiło przekształcenie moszawu w wieś komunalną, która otrzymała wsparcie do dalszego rozwoju w ramach  rządowego projektu Perspektywy Galilei. Jego celem było wzmocnienie pozycji demograficznej społeczności żydowskiej na północy kraju. Równocześnie zmieniono lokalizację wsi na obecną. Grupa założycielska składała się z imigrantów pochodzących głównie ze Stanów Zjednoczonych. Na początku XXI wieku wieś rozbudowano. Istnieją plany dalszej rozbudowy wsi.

### Nazwa
Nazwa wsi jest hebrajską nazwą powszechnie rosnącego w tej okolicy tymianku.

## Edukacja
Wieś utrzymuje przedszkole. Starsze dzieci są dowożone do szkoły podstawowej we wsi Gilon.

## Kultura i sport
We wsi jest ośrodek kultury z biblioteką. Z obiektów sportowych są korty tenisowe oraz siłownia.

## Infrastruktura
We wsi jest przychodnia zdrowia, sklep wielobranżowy oraz warsztat mechaniczny.

## Gospodarka
Lokalna gospodarka opiera się na działalności usługowej. Część mieszkańców dojeżdża do pracy w pobliskich strefach przemysłowych.

## Transport
Wieś Szechanija jest połączona wewnętrzną lokalną drogą z sąsiednią wsią Koranit. Z wiosek wyjeżdża się na zachód na drogę nr 7933, którą jadąc na północny zachód dojeżdża się do wsie komunalnej Manof, lub jadąc na południowy wschód dojeżdża się do skrzyżowania z drogą nr 764. Jadąc drogą tą na południowy zachód dociera się do miejscowości Kaukab Abu al-Hidża, lub jadąc na północny wschód do skrzyżowania z drogą nr 7955 (prowadzi na wschód do moszawu Jodfat) i dalej do wsie komunalnej Rakefet.